# Talagakulon
Talagakulon is een bestuurslaag in het regentschap Majalengka van de provincie West-Java, Indonesië. Talagakulon telt 5773 inwoners (volkstelling 2010).